# María Domínguez Castellano
María Domínguez Castellano (Alcántara, Cáceres, 1965) es una neurobióloga y profesora española.

## Trayectoria
En 1988, se licenció en Ciencias Biológicas, por la Universidad de Sevilla, realizando sus estudios de doctorado en el Centro de Biología Molecular Severo Ochoa del Consejo Superior de Investigaciones Científicas (CSIC) y la Universidad Autónoma de Madrid (UAM), en el laboratorio del profesor Juan Modolell, y bajo la dirección de la investigadora del CSIC Sonsoles Campuzano. En 1993, se trasladó a Suiza, para trabajar en el Laboratorio del profesor Ernst Hafen en la Universidad de Zúrich. Y en 2007, pasó a Cambridge para trabajar como postdoctoral independiente en el Laboratorio de Biología Molecular del profesor Peter A. Lawrence en el Medical Research Council (MRC-LMB) en Cambridge (Reino Unido), uno de los centros de referencia de investigación básica en Biología Molecular.
Es profesora de investigación del Instituto de Neurociencias de Alicante, dependiente del Centro Superior de Investigaciones Científicas, y de la Universidad Miguel Hernández. Es vicedirectora del Instituto, y uno de los referentes de la investigación mundial sobre el cáncer.
Tiene escrito artículos para la revista Nature.

## Algunas publicaciones
- r. Liefke, f. Oswald, c. Alvarado, d. Ferrés-Marcó, g. Mittler, p. Rodríguez, m. Domínguez, t. Borggrefe. 2010. Histone demethylase KDM5A is an integral part of the core Notch-RBP-J repressor complex. Genes Dev. 24 (6)

- f.j. Gutiérrez-Aviño, d. Ferrés-Marcó, m. Domínguez. 2009. The position and function of the Notch-mediated eye growth organizer: The roles of JAK/STAT and Four-jointed. EMBO Reports Sep; 10 (9) :1051-8 PMID 19662079

- t. Palomero, maría luisa Sulis, maría Cortina, pedro j. Real, kelly Barnes, maría Ciofani, esther Caparros, jean Buteau, kristy Brown, sherrie l. Perkins, govind Bhagat, archana Mishra, giuseppe Basso, ramón Parsons, juan c. Zúñiga-Pflücker, maría Domínguez, aAdolfo a. Ferrando. 2007. Mutational loss of PTEN induces resistance to NOTCH1 inhibition in T-cell leukemia. Nature Medicine 13 (10) :1203-10

- d. Ferrés-Marcó, i. Gutiérrez-García, d.m. Vallejo, j. Bolívar, f.j. Gutiérrez-Avino, m. Domínguez. 2006. Epigenetic silencers and Notch collaborate to promote malignant tumours by Rb silencing. Nature 439: 430-436

- m. Domínguez. 2006. Interplay between Notch and epigenetic silencers in cancer. Cancer Res. 66 (18): 8931-8934

- -----------------, f. Casares. 2005. The Organ Specification-Growth connection: new in-sights from the eye-antennal disc. Developmental Dynamics 232 (3): 673-84

- -----------------, d. Ferrés-Marcó, f.j. Gutierréz-Aviñó, s.a. Speicher, m. Beneyto. 2004. Growth and specification of the eye are controlled independently by eyegone/PAX6 (5a) and eyeless/PAX6 in Drosophila melanogaster. Nature Genetics 36: 31-39

- b. Mollereau, m. Domínguez, r. Webel, n.j. Colley, b. Keung, j.f. de Celis, c. Desplan. 2001. Two-step process for photoreceptor formation in Drosophila. Nature 412: 911-913

- f. Cavodeassi, r. Diez del Corral, s. Campuzano, m. Domínguez. 1999. Compartments and organising boundaries in the Drosophila eye: the role of the homeodomain Iroquois proteins. Development 126 : 4933-4942

- m. Domínguez, j.f. de Celis. 1998. A dorsal/ventral boundary, established by Notch, controls growth and polarity in the Drosophila eye. Nature 396: 276-278

## Premios y reconocimientos
- 2008: IX Premio Francisco Cobos a la investigación biomédica[6]
- 2006: XI Premio Alberto Sols al "Mejor Trabajo Científico".[7]